# Astrocystis
Astrocystis es un género de hongos en la familia Xylariaceae.